# کولانو-کولونگا
کولانو-کولونگا (به لهستانی:  Kolano-Kolonia) یک روستا در لهستان است که در گمینا یابوونگ واقع شده‌است.